# Walsall
Walsall is een plaats in het Engelse graafschap West Midlands en telt 174.994 inwoners.

## Sport
Walsall FC is de betaaldvoetbalclub van de stad en speelt haar wedstrijden in het Bescot Stadium.

## Bekende inwoners van Walsall

### Geboren
- John Edward Gray (1800-1875), zoöloog
- Jerome K. Jerome (1859-1927), schrijver
- Michael Fitzgerald (1937), diplomaat en Rooms-katholiek aartsbisschop
- Noddy Holder (1946), zanger, gitarist, componist, tekstschrijver en acteur
- John Byrne (1950), stripauteur
- Rob Halford (1951), zanger van Judas Priest
- Goldie (1965), dj en producer
- Nick Gillingham (1967), zwemmer
- Andy C (1976), dj en producer
- Kemar Roofe (1993), Engels-Jamaicaanse voetballer
- Connie Talbot (2000), zangeres